# Clairegoutte
Clairegoutte é uma comuna francesa na região administrativa de Borgonha-Franco-Condado, no departamento de Alto Sona. Estende-se por uma área de 10,48 km². Em 2010 a comuna tinha 380 habitantes (densidade: 36,3 hab./km²).